# Замок Штеттенфельс
Замок Штеттенфельс — средневековый замок в общине Унтергруппенбах в немецкой федеральной земле Баден-Вюртемберг.

## История
Замок был построен в XI в., и вероятно, изначально был имперским замком, часто меняя затем своих владельцев, что делает описание ранней истории весьма затруднительным.
Во всяком случае, достоверно известно, что в начале XIV в. часть замка принадлежала роду фон Хиршхорн, купившим её у вюртембергских графов; в то время как другими частями владели представители патрицианского рода Вигмар и дворянский род фон Хельфенберг (Herren von Helfenberg).
В 1356 г., после пресечения рода Хельфенбергов, их владения в замке выкупил рыцарь Буркхард фон Штурмфедер (Burkhard, Ritter von Sturmfeder, †1364), один из сыновей которого, Буркхард Младший (†1400) — посредством брачного союза с Хиршхорнами — получил в собственность значительную часть Штеттенфельса, и основал Штеттенфельскую линию Штурмфедеров.
В конце XV в. замок принадлежал уже роду фон Хельмштатт (Herren von Helmstatt), и в 1504 г. в ходе войны за ландсхутское наследство был завоёван вюртембергским герцогом Ульрихом, передавшим Штеттенфельс своему маршалу Конраду Тумб фон Нойбургу (Konrad Thumb von Neuburg, 1465—1525). Сын последнего, Ганс Конрад Тумб фон Нойбург (†1555) продал замок в 1527 г. Филиппу фон Хирнхайму (Philipp von Hirnheim), который известен тем, что ввёл Реформацию в Группенбахе.
В 1551 г. замок приобрёл Антон Фуггер, при сыне которого Гансе Фуггере (1531—1598) Штеттенфельс в 1576 г. был перестроен в стиле ренессанс по проекту Венделя Дитриха (Wendel Dietrich, 1535—1622). Сгоревший в 1594 г. замок был быстро восстановлен, и служил затем одной из резиденций Фуггеров.
В 1747 г. владение Штеттенфельс вместе с замком было куплено герцогом Карлом Евгением, в 1828 г. — общиной Группенбах, имеющей с тех пор неотчуждаемые права на использование замка.
В 1852 г. замок отошёл кожевеннику из Кальва Фридриху Корну, через 6 лет — гамбургскому купцу Антону Майеру, в 1881 г. — Фридриху Бюркле, владевшему к тому времени уже несколькими поместьями, и передавшему Штеттенфельс государственному лесничему управлению вплоть до 1888 г., когда замок был снова продан — фермеру Кристиану Хилдту.
В 1901 г., приобретённый юристом из Кёльна Вальтером Путчем, замок был отреставрирован и частично перестроен в современном стиле. В 1918 г. Штеттенфельсом владела уже семья Хельденванг, продавшая его в 1924 г. обувному фабриканту Зигфриду Леви, открывшему в замке конный завод.
С приходом к власти нацистов, Штеттенфельс был в октябре 1937 г. «аризирован», а Леви вынужденно эмигрировал в Южную Африку.
В 1939 г. в связи с планами обустройства так называемого «Орденского замка» для воспитания будущей элиты нацистской Германии, была снесена часть построек XVI в. С началом войны все работы были остановлены, и проект не был реализован.
Находившийся после войны первоначально под американским управлением, с 1946 по 1951 гг. Штеттенфельс использовался Евангелической церковью как дом престарелых, и был затем возвращён вдове Зигфрида Леви, продавшей его в 1957 г. эльзасскому политику Фридриху Шпизеру (Friedrich (Fritz) Spieser, 1902—1987). Наконец, наследники последнего продали замок в 1994 г. архитектору Роланду Веймару, владеющему замком по сей день.

## Современное использование
Замок находится в частном владении, и открыт для посещения. В здании расположены ресторан и кафе. Кроме того, есть возможность аренды помещений.
Ежегодно летом проводится так называемый «средневековый рынок» с сопутствующими ему рыцарским турниром, музыкальными и шутовскими представлениями.